# Zona di frattura di Murray

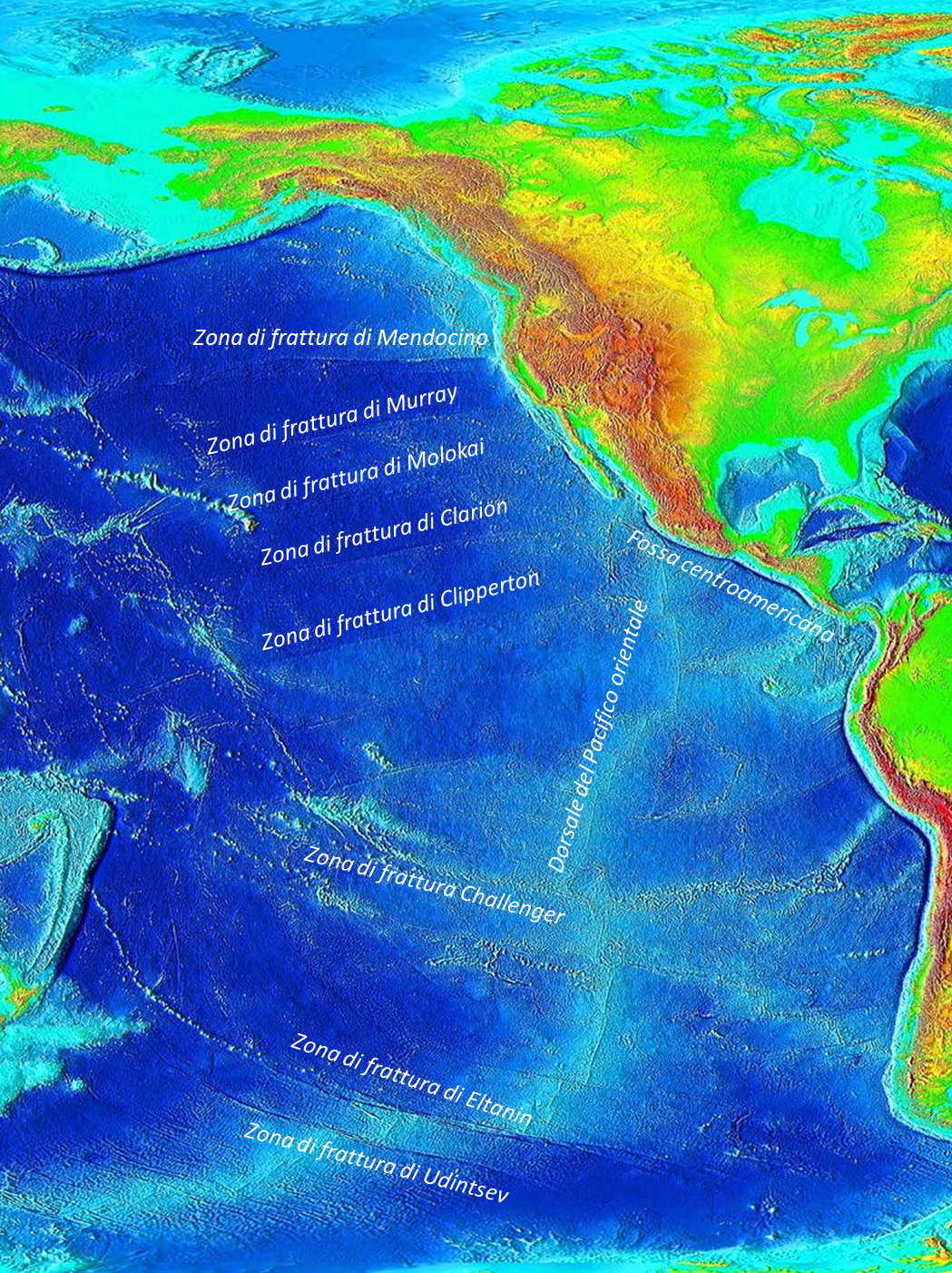
La zona di frattura di Murray è la seconda più settentrionale delle cinque principali zone di frattura dell'oceano Pacifico settentrionale.

Con l'espressione zona di frattura di Murray si indica sia una zona di frattura che la faglia trasforme a essa associata situata sul fondale dell'oceano Pacifico settentrionale, dove si estende per oltre 3000 km. Si tratta della seconda più settentrionale delle cinque grandi zone di frattura scoperte sul fondo del Pacifico settentrionale dall'Istituto oceanografico Scripps nel 1950; procedendo verso nord, si ha la zona di frattura di Mendocino, mentre a sud ci sono le zone di frattura di Molokai, di Clarion e di Clipperton.

## Estensione e struttura
La zona di frattura di Murray - come detto, in letteratura si tende a identificare con questo nome anche la faglia trasforme a scorrimento laterale destro associata a questa zona di frattura - si estende in direzione est-nord-est a partire da un'area alla longitudine di 167°W e alla latitudine di 27°N, sita circa 400 km ovest di un gruppo di montagne sottomarine noto come montagne Musicians e sito all'incirica 650 km a nord dell'isola di Kauai, nell'arcipelago delle Hawaii, fino ad un punto posto a circa 800 km dall'inizio della piattaforma continentale al largo di Los Angeles, in California, a circa 6° di latitudine più a nord.
Le analisi delle anomalie magnetiche del fondale marino lungo i due lati della zona di frattura, hanno evidenziato una differenza di almeno 4,5 milioni di anni di età tra le rocce a nord e quelle a sud della zona di frattura, con le rocce a nord più antiche di diversi milioni di anni. Inoltre, il fondale a nord della zona di frattura appare molto più profondo di quello a sud, con differenze che arrivano a diverse centinaia di metri, il che dà l'impressione che il fondale nella parte meridionale sia spostato verso ovest. Ciò sarebbe legato all'attività della dorsale pacifica di Farallon, una dorsale oceanica oggi estinta facente parte del margine tra la placca pacifica e la placca Farallon ed estesa in direzione nord-sud, che faceva espandere il fondale oceanico a sud della zona di frattura di Murray a una velocità di  65-90 mm l'anno dalla fine del Cretacico fino a 53,5 milioni di anni, di circa 100 mm l'anno da 53,5 a 43,8 milioni di anni fa e di circa 160 mm l'anno da 43,8 a 40 milioni di anni fa.
Osservando poi nel dettaglio la direzione di propagazione di questa zona di frattura, così come quella delle altre quattro già citate, è stato possibile identificare almeno cinque possibili fasi di accrescimento del fondale, ognuna con una direzione significativamente diversa, di cui la terza, avvenuta attorno ad un polo di rotazione posto alle coordinate 79°N, 111°E, è stata quella dalla durata più lunga.
Dall'analisi dei dati batimetrici della formazione, che ne hanno evidenziato la topografia irregolare nonché la presenza di numerose creste parallele asimmetriche e di lunghe scarpate e depressioni, è emerso anche che, tra i 159°W e i 157,5°W, tre diverse zone di frattura che compongono la zona di frattura di Murray, distanti tra loro meno di 50 km, stanno unendosi, con un processo di coalescenza iniziato in coincidenza con un cambiamento nel movimento delle placche che ha posto le rispettive faglie trasformi associate in compressione. Sebbene le osservazioni delle zone di frattura suggeriscano che le diverse faglie possano unirsi in un singola faglia come risposta alla compressione tettonica, si sa poco sui tempi di questo processo, nonché su come potrebbe alterare la struttura della litosfera circostante, e diversi studi sembrano suggerire che la presenza di centri di espansione intra-trasformi possa in realtà impedire la trasmissione dello stress attraverso una zona di frattura segmentata.